# Joel Hirschhorn
Joel Hirschhorn (Bronx, 18 de dezembro de 1937 — Thousand Oaks, 17 de setembro de 2005) foi um compositor e crítico de cinema norte-americano.